# 沈世朋
沈世朋（1973年6月10日—），出生於台灣新北市，台灣男演員、電視節目主持人。

## 婚姻
2011年與來自中國大陸山東省青島市、來台發展的藝人李新結婚，定居林口區。前副總統、前國民黨主席吳敦義為其遠親。

## 電視劇（台灣）
| 年份   | 頻道       | 劇名                                            | 角色          |
| 2000年 | 華視       | 《珍珠彩衣》                                    | 柱子          |
| 2001年 | 中視       | 《花蝴蝶與野玫瑰》                              | 安柏          |
| 2001年 | 中視       | 《貞女烈女豪放女》                              | 趙永青        |
| 2001年 | 台視       | 《逆女》                                        | 江孟仲        |
| 2001年 | 台視       | 《流氓教授》                                    | 周運台        |
| 2001年 | 公視       | 《情人的眼淚》                                  | 姚永斌        |
| 2001年 | 公視       | 《北上最後一班列車》                            | 阿樹          |
| 2002年 | 台視       | 《台灣曼波—金水嬸》                             | 林志坤        |
| 2002年 | 台視       | 《好運今年輪到我》                              | 石克明        |
| 2003年 | 台視       | 《美夢成真》                                    | 許文傑        |
| 2003年 | 衛視中文台 | 《第八號當鋪》                                  | 李文治        |
| 2004年 | 三立台灣台 | 《台灣龍捲風》                                  | 周健明        |
| 2004年 | 台視       | 《野球風雲》                                    | 江明正        |
| 2005年 | 華視       | 《舊情綿綿》                                    | 汪邦雄 汪文忠 |
| 2006年 | 民視       | 《錯愛》                                        | 鄭亞力        |
| 2006年 | 華視       | 《天長地久》                                    | 蕭輝煌        |
| 2006年 | 台視       | 《神機妙算劉伯溫》第二單元〈情天恨海〉          | 馬天行        |
| 2006年 | 台視       | 《神機妙算劉伯溫》第六單元〈怒犯天條〉          | 潘峰          |
| 2006年 | 台視       | 《神機妙算劉伯溫》第七單元〈皇城龍虎鬥—南巫里國〉 | 姚斯道        |
| 2007年 | 台視       | 《天上聖母媽祖》                                | 趙元斌        |
| 2008年 | 台視       | 《懷玉傳奇 千金媽祖》                           | 劉楚天        |
| 2009年 | 三立台灣台 | 《真情滿天下》                                  | 陳建民        |
| 2009年 | 民視       | 《娘家》                                        | 黃大偉        |
| 2010年 | 民視       | 《夜市人生》                                    | 陳志強        |
| 2010年 | 民視       | 《新兵日記》                                    | 俞輝煌        |
| 2011年 | 民視       | 《父與子》                                      | 李仲明        |
| 2012年 | 台視       | 《半熟戀人》                                    | 許桑          |
| 2014年 | 大愛電視台 | 《歡喜做頭家》                                  | 李炳輝        |
| 2014年 | 大愛電視台 | 《美好歲月》                                    | 林瑛琚        |
| 2014年 | 三立台灣台 | 《世間情》                                      | 孫建廷        |
| 2016年 | 三立台灣台 | 《甘味人生》                                    | 邱耀文        |
| 2018年 | 大愛電視台 | 《真愛源起》                                    | 林德源        |
| 2020年 | 三立台灣台 | 《炮仔聲》                                      | 范竹昇        |
| 2022年 | 三立台灣台 | 《一家團圓》                                    | 許章乘        |
| 2023年 | 三立台灣台 | 《天道》                                        | 武信泰        |

## 電視劇（中國大陸）
| 年份   | 頻道     | 劇名               | 角色   |
| ------ | -------- | ------------------ | ------ |
| 2005年 | 中國大陸 | 《聊齋誌異：粉蝶》 | 陽曰旦 |
| 2005年 | 中國大陸 | 《薇拉的夏天》     | 大宇   |
| 2007年 | 中國大陸 | 《龍遊天下》       | 趙毅   |
| 2007年 | 中國大陸 | 《雪中紅》         | 梁興邦 |
| 2008年 | 中國大陸 | 《真愛一生》       | 葉子爵 |
| 2009年 | 中國大陸 | 《包三姑外傳》     | 狄小杰 |
| 2017年 | 中國大陸 | 《濟公降魔》       | 濟公   |
| 2018年 | 中國大陸 | 《變身女友》       | 毛鋒   |
| 2019年 | 優酷視頻 | 《公主駕到》       | 高升维 |

## MV
- 陳百潭—心在故鄉（沙鷗版MV）
- 許茹芸—Don't say goodbye
- 林姍—綿綿舊情

## 電影
| 年份   | 片名               | 角色   |
| ------ | ------------------ | ------ |
| 2001年 | 深深太平洋（中影） |        |
| 2005年 | 山藸·飛鼠·撒可努   | 黎國富 |
| 2017年 | 最完美的女孩       | 黎叔   |

## 主持作品

### 電視節目
| 年份   | 頻道             | 節目             |
| ------ | ---------------- | ---------------- |
| 2004年 | 三立台灣台       | 《在台灣的故事》 |
| 2006年 | 傳訊電視大地頻道 | 《超級美食任務》 |

## 廣告代言
- 台灣菸酒公司「玉山特級高梁酒」
- 宏亞食品「禮坊喜餅」
- 泛亞電信
- 鴻信股份有限公司「菲仕蘭滿意葵花油」
- 山葉機車

## 外部連結
- 沈世朋的交流天空的Facebook專頁
- 沈世朋的Instagram帳戶
- 沈世朋在香港影庫上的簡介